# Dino Dondi
Dino Dondi (Casalecchio di Reno, 10 luglio 1925 – Basse-Terre, 3 marzo 2007) è stato un baritono italiano.
Come molti bolognesi, aveva la passione della lirica e dopo aver studiato canto da autodidatta incontrò un maestro che riconobbe il suo talento vocale.
Agli inizi degli anni cinquanta, dopo aver cantato in teatri emiliani, tra cui Bologna, si trasferì a Milano e nel 1954 esordì al Teatro Nuovo nel Rigoletto di Giuseppe Verdi.
Poco dopo fu chiamato dal Teatro alla Scala, dove cantò, tra altre opere, nell'Ifigenia in Tauride di Christoph Willibald Gluck sotto la regia di Luchino Visconti, con Maria Callas e la direzione di Nino Sanzogno (1957), e nel Macbeth di Verdi, sotto la direzione di Thomas Schippers (1958) .

## Discografia[2]
- 1955, Don Sebastiano (Gaetano Donizetti), direzione Carlo Maria Giulini, ruolo: Abaialdo
- 1957, Ifigenia in Tauride (Christoph Willibald Gluck), direzione Nino Sanzogno, ruolo: Oreste
- 1958, Assassinio nella cattedrale (Ildebrando Pizzetti), direzione Gianandrea Gavazzeni, ruolo: Terzo Sacerdote
- 1959,    Lucia di Lammermoor ([Gaetano Donizetti]) RAI TV Milano, direzione Fernando Previtali, ruolo: Lord Enrico Ashton
- 1960, La Wally (Alfredo Catalani), direzione Arturo Basile, ruolo: Vincenzo Gellner dell'Hochstoff
- 1960, Nabucco (Giuseppe Verdi), direzione Fulvio Vernizzi, ruolo: Nabucodonosor
- 1961, Beatrice di Tenda (Vincenzo Bellini), direzione Antonino Votto, ruolo: Filippo Maria Visconti
- 1966, I puritani (Vincenzo Bellini), direzione Arturo Basile, ruolo: Sir Riccardo Forth
- 1969, Andrea Chénier (Umberto Giordano), direzione Anton Guadagno, ruolo: Charles Gérard